# Kachinia
Genre
Kachinia est un genre d'araignées aranéomorphes de la famille des Oonopidae.

## Distribution
Les espèces de ce genre se rencontrent en Birmanie et en Chine.

## Liste des espèces
Selon World Spider Catalog (version 24.5, 29/10/2023) :
- Kachinia longling Tong & Zhang, 2023
- Kachinia mahmolae Tong & Li, 2018
- Kachinia putao Tong & Li, 2018

## Systématique et taxinomie
Ce genre a été décrit par Tong et Li en 2018 dans les Oonopidae.

## Publication originale
- Tong, Chen, Liu & Li, 2018 : « A new genus of oonopid spiders from Myanmar (Araneae, Oonopidae). » ZooKeys, no 794, p. 31-43 (texte intégral).